# The New York Review of Books
The New York Review of Books (NYREV oder NYRB) ist eine zweiwöchentlich erscheinende Zeitschrift über Literatur, Kultur und Politik, die in New York herausgegeben wird. Sie ist zu unterscheiden vom New York Times Book Review, der wöchentlichen Literaturbeilage der New York Times. Die NYREV hält die Diskussion wichtiger Bücher selbst für eine unabdingbare literarische Aktivität. Die Auflage lag im Jahre 2013 bei 142.000 Exemplaren.
Neben Buchkritiken und Artikeln aus dem literarischen Feuilleton veröffentlicht die NYRB von Anfang an auch politische Themenartikel. Die Zeitschrift zählt seit ihren Anfängen gemeinhin zu den renommiertesten Blättern innerhalb der englischsprachigen Medienlandschaft.

## Geschichte
The New York Review wurde 1963 von Robert B. Silvers (1929–2017) und von Barbara Epstein (1928–2006) gegründet, zusammen mit A. Whitney Ellsworth (1936–2011) als Verleger. Die Gelegenheit ergab sich während des New Yorker Druckerstreiks im selben Jahr, als die Buchverlage angesichts des Ausfalls der Tageszeitungen darauf angewiesen waren, Rezensionen ihrer  Neuerscheinungen auf anderem Wege zu verbreiten. Seit 1984 gehört die NYRB dem Verleger Rea Hederman, der den Machern die vollständige redaktionelle Unabhängigkeit zusicherte und dieses Versprechen nach Aussage des Mitgründers und Chefredakteurs Robert Silvers auch einhielt. Im Jahr 2017 wurde Ian Buruma zum Chefredakteur berufen, bekleidete diesen Posten jedoch nur bis September 2018.
Die ersten Ausgaben der Review enthielten Artikel von Autoren wie W. H. Auden, Elizabeth Hardwick, Hannah Arendt, Charles Rosen, Edmund Wilson, Susan Sontag, Robert Penn Warren, Lillian Hellman, Norman Mailer, Gore Vidal, Saul Bellow, Joan Didion, Robert Lowell, Truman Capote, William Styron und Mary McCarthy. Das Publikum kaufte praktisch die gesamte Auflage der ersten Ausgabe und tausende von Briefen wurden geschrieben, die darauf drängten, das Erscheinen fortzusetzen.

## DieNew York Review Books
Seit 1999 werden im Rahmen der Review die New York Review Books herausgeben mit den Abteilungen NYRB Classics, NYRB Collections und NYR Children's Collection.  In den NYRB Classics werden in den USA gedruckte Bücher, die inzwischen vergriffen sind, sowie Neuübersetzungen von Klassikern publiziert.
NYRB Collections sind Sammlungen von Artikeln, die in der Review bereits veröffentlicht wurden.